# Walckenaeria dondalei
Walckenaeria dondalei là một loài nhện trong họ Linyphiidae. Loài này phân bố ở Canada.